# Taça Guanabara
La Taça Guanabara o Trofeo Guanabara è un torneo calcistico a carattere regionale disputato a Rio de Janeiro dal 1965.
È la prima fase del Campeonato Carioca: dodici squadre, divise in due gruppi, giocano ciascuna cinque gare; le prime due classificate di ciascun girone giocano le semifinali che decreteranno poi la vincente del torneo.
Dal 1982 la vincente della Taça Guanabara incontra la vincente della Taça Rio per decretare il club campione del Campeonato Carioca.
La squadra più titolata nella competizione è il Flamengo, vincitore per 24 volte.

## Albo d'oro
| Anno | Campione      | Finalista     |
| ---- | ------------- | ------------- |
| 1965 | Vasco da Gama | Botafogo      |
| 1966 | Fluminense    | Flamengo      |
| 1967 | Botafogo      | America-RJ    |
| 1968 | Botafogo      | Flamengo      |
| 1969 | Fluminense    | Botafogo      |
| 1970 | Flamengo      | Fluminense    |
| 1971 | Fluminense    | Botafogo      |
| 1972 | Flamengo      | Fluminense    |
| 1973 | Flamengo      | Vasco da Gama |
| 1974 | America-RJ    | Fluminense    |
| 1975 | Fluminense    | America-RJ    |
| 1976 | Vasco da Gama | Flamengo      |
| 1977 | Vasco da Gama | Flamengo      |
| 1978 | Flamengo      | Fluminense    |
| 1979 | Flamengo      | Fluminense    |
| 1980 | Flamengo      | Americano     |
| 1981 | Flamengo      | America-RJ    |
| 1982 | Flamengo      | Vasco da Gama |
| 1983 | Fluminense    | America-RJ    |
| 1984 | Flamengo      | Fluminense    |
| 1985 | Fluminense    | Vasco da Gama |
| 1986 | Vasco da Gama | Flamengo      |
| 1987 | Vasco da Gama | Fluminense    |
| 1988 | Flamengo      | Botafogo      |
| 1989 | Flamengo      | Botafogo      |
| 1990 | Vasco da Gama | Botafogo      |
| 1991 | Fluminense    | Flamengo      |
| 1992 | Vasco da Gama | Flamengo      |
| 1993 | Fluminense    | Vasco da Gama |
| 1994 | Vasco da Gama | Fluminense    |
| 1995 | Flamengo      | Botafogo      |
| 1996 | Flamengo      | Vasco da Gama |
| 1997 | Botafogo      | Vasco da Gama |
| 1998 | Vasco da Gama | Flamengo      |
| 1999 | Flamengo      | Vasco da Gama |
| 2000 | Vasco da Gama | Botafogo      |
| 2001 | Flamengo      | Fluminense    |
| 2002 | Americano     | Vasco da Gama |
| 2003 | Vasco da Gama | Flamengo      |
| 2004 | Flamengo      | Fluminense    |
| 2005 | Volta Redonda | Americano     |
| 2006 | Botafogo      | America-RJ    |
| 2007 | Flamengo      | Madureira     |
| 2008 | Flamengo      | Botafogo      |
| 2009 | Botafogo      | Resende       |
| 2010 | Botafogo      | Vasco da Gama |
| 2011 | Flamengo      | Boavista-RJ   |
| 2012 | Fluminense    | Vasco da Gama |
| 2013 | Botafogo      | Vasco da Gama |
| 2014 | Flamengo      | Fluminense    |
| 2015 | Botafogo      | Flamengo      |
| 2016 | Vasco da Gama | Flamengo      |
| 2017 | Fluminense    | Flamengo      |
| 2018 | Flamengo      | Boavista-RJ   |
| 2019 | Vasco da Gama | Fluminense    |
| 2020 | Flamengo      | Boavista-RJ   |
| 2021 | Flamengo      | Fluminense    |
| 2022 | Fluminense    | Flamengo      |
| 2023 | Fluminense    | Vasco da Gama |
| 2024 | Flamengo      | Nova Iguaçu   |
| 2025 | Flamengo      | Volta Redonda |

## Titoli per squadra
| Squadra       | Titoli |
| ------------- | ------ |
| Flamengo      | 25     |
| Vasco da Gama | 13     |
| Fluminense    | 12     |
| Botafogo      | 8      |
| America-RJ    | 1      |
| Americano     | 1      |
| Volta Redonda | 1      |

## Statistiche
Dal 1990, la vincitrice della Taça Guanabara ha vinto nello stesso anno anche il Campeonato Carioca nel 1992, 1994, 1997, 1998, 1999, 2001, 2003 e 2004.
Il Flamengo nel 1996 e nel 2011, il Vasco da Gama nel 1998 e il Botafogo nel 2013 hanno vinto sia la Taça Guanabara sia la Taça Rio.
A partire dal 1980, solo il Flamengo ha vinto la Taça Guanabara e il Campeonato Brasileiro Série A nello stesso anno.